# Prešov (region)
Prešov (slovakiska Prešovský kraj) är en av Slovakiens åtta administrativa regioner, belägen i landets nordöstra del. Regionen som har en yta av 8 975 km² har en befolkning, som uppgår till 798 596 invånare (2005). Regionens huvudort är Prešov och den består av tretton distrikt (okresy).